# Alvania argentea
Alvania argentea is een slakkensoort uit de familie van de Rissoidae. De wetenschappelijke naam van de soort is voor het eerst geldig gepubliceerd in 1892 door Sowerby III.